# 奥梅库尔 (瓦兹省)
奥梅库尔（法語：Omécourt，法語發音：[ɔmekuʁ]）是法国瓦兹省的一个市镇，属于博韦区。

## 地理
奥梅库尔（49°36'37"N, 1°50'51"E）面积8.71 平方千米，位于法国上法蘭西大區瓦兹省，该省份为法国北部内陆省份，北起索姆省，西接厄尔省和滨海塞纳省，南至塞纳-马恩省和瓦兹河谷省，东临埃纳省。
与奥梅库尔接壤的市镇（或旧市镇、城区）包括：弗基耶尔、欧博、卢厄斯、米罗蒙、圣阿尔努、圣但尼库尔。

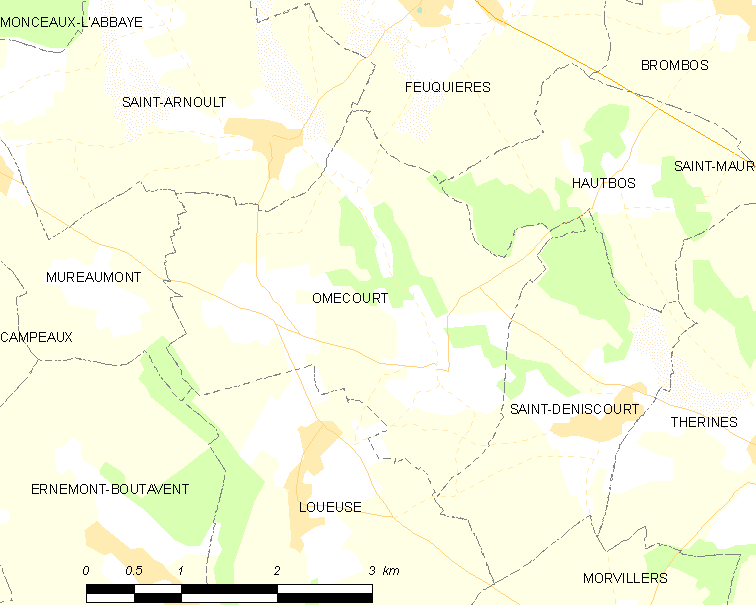
的OSM定位图

奥梅库尔的时区为UTC+01:00、UTC+02:00（夏令时）。

## 行政
奥梅库尔的邮政编码为60220，INSEE市镇编码为60476。

## 政治
奥梅库尔所属的省级选区为格朗维利耶县。

## 人口

1962-2008年间人口变化图示

奥梅库尔于2022年1月1日时的人口数量为203人。